# Vieux-Fumé

Vieux-Fumé este o comună în departamentul Calvados, Franța. În 1 ianuarie 2018 avea o populație de 517 de locuitori.